# Victorijnen

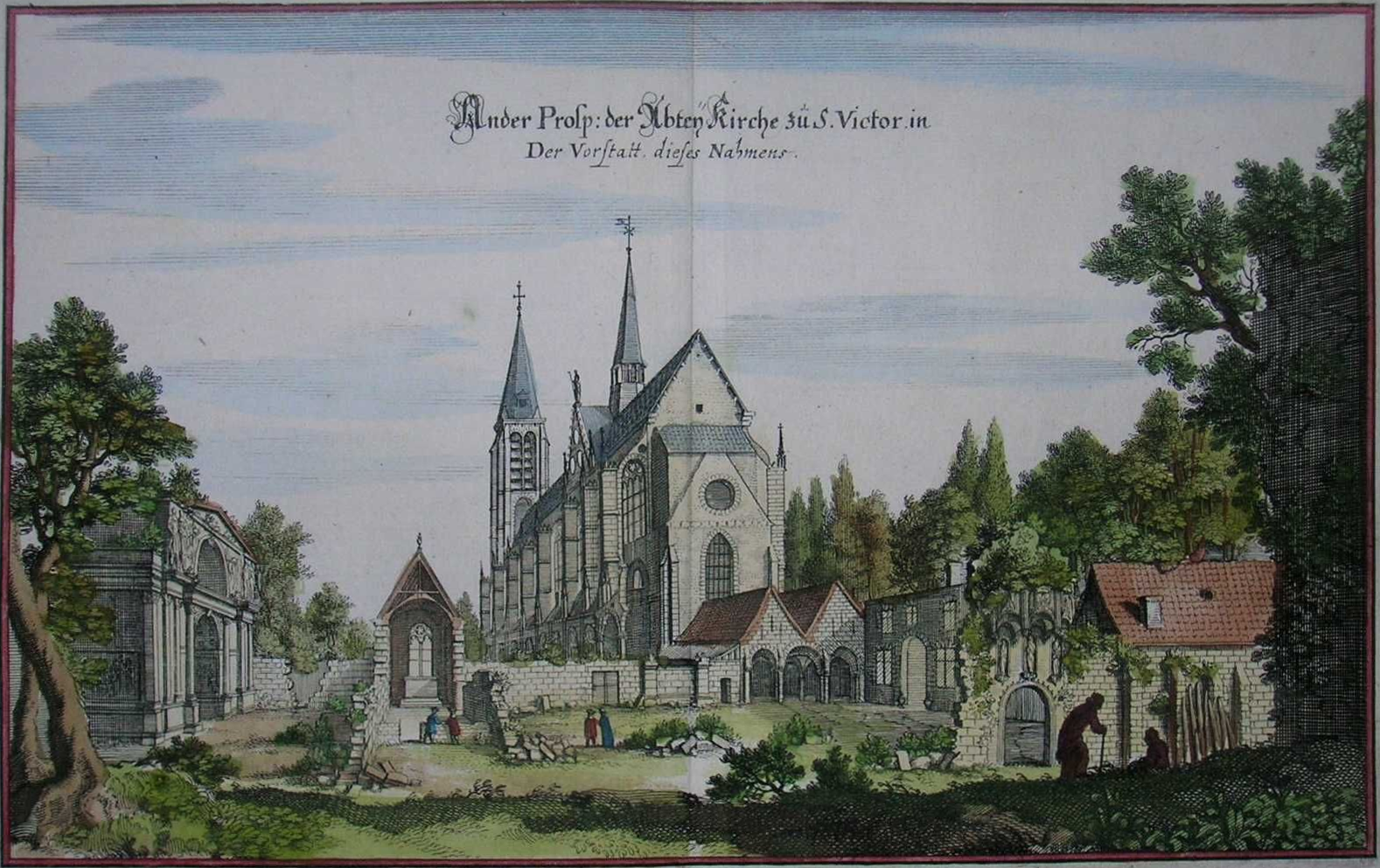
Abdij van Sint-Victor (1655)

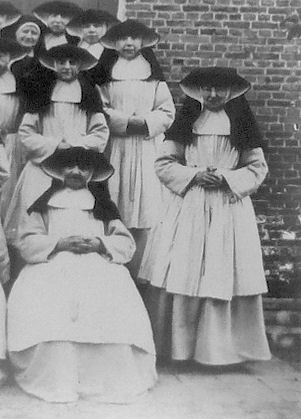
Victorinnen van Roosendaal, te Waasmunster.

De victorijnen of Orde van Sint-Victor is een rooms-katholieke kloostergemeenschap, gesticht rond 1110 in een kluizenarij te Parijs, gewijd aan de martelaar Victor van Marseille ("Sint-Victor"). De abdij Saint-Victor werd de bakermat van een uitgebreide orde van augustijner koorheren met grote invloed over heel Europa. Met name in de 12e eeuw was het een invloedrijk centrum van theologische wetenschap en mystiek, met als belangrijkste vertegenwoordiger Hugo van Sint-Victor.

## Vrouwenkloosters
In de 13e eeuw, van 1217 tot 1262, werd een tiental voornamelijk Vlaamse vrouwenkloosters gesticht door de Orde van Sint-Victor, of toegevoegd aan de orde. Deze reguliere kanunnikessen waren niet vertegenwoordigd in het generaal-kapittel en hadden kennelijk een eerder nominale band met de orde. Waarschijnlijk deed het fenomeen zich voor omdat de vrouwenpopulatie in die periode steeg, net toen de traditionele kloosterordes en canonieke ordes hun deuren sloten voor nieuwe vrouwenhuizen. De victorijnen, met hun zelfstandige vestigingen die volgens de constituties in principe zelf hun abdis kozen, boden een geschikte uitweg. Na 1260 verdween deze nood door de opkomst van begijnen en bedelorden.
In het hertogdom Brabant breidden de victorijnen eveneens uit, doordat de magdalenazusters ("Witte Vrouwen") onder zachte dwang hun zelfstandigheid moesten opgeven. Hun kloosters, zoals het Maastrichtse Wittevrouwenklooster, voegden zich omstreeks 1260 bij de Orde van Sint-Victor.
Reeds in 1200 hadden de victorijnen een specifieke kloosterwetgeving voor vrouwen.